# Munio (obispo de Segovia)
Munio fue un eclesiástico castellano, que ejerció como obispo de Segovia en el siglo XI, que confirmó un documento en 1071 firmando como “Munio Segocensis Eps”.